# Ribeira da Areia (Norte Grande)
A Ribeira da Areia (Norte Grande) é um povoado português que pertence à freguesia do Norte Grande, concelho de Velas, ilha de São Jorge, arquipélago dos Açores.
Apresenta-se como um núcleo populacional, localizado no extremos dos dois concelho da ilha, Velas e Calheta em que as confluências das edilidades se encontram frequentemente na vida dos habitantes.
Tal como a freguesia a que pertence, esta localidade esteve envolvida no Motim dos Inhames, pois o facto de ser local de fronteira concelhia colocava-a no caminho de qualquer um dos grupos contundentes.
Possui posto de recolha de leite que é usado para a elaboração do Denominação de origem protegida, (DOP) queijo este que é detentor de Origem Demarcada.
Em tempos idos era sua característica a existência vários diversos lavradores públicos e moinhos de vento para a elaboração de farinhas de trigo e milho.
Esta localidade possui uma ermida dedicada à evocação do orago São Miguel Arcanjo, a Ermida de São Miguel Arcanjo.